# موسى كونيه
موسى كونيه (بالفرنسية: Moussa Koné) لاعب كرة قدم سنغالي ، ويلعب حاليًا لنادي نيم الفرنسي في مركز الهجوم.

## إحصائيات مشاركاته
آخر تحديث في 2 فبراير 2017

### مع الأندية
| الفريق | الموسم    | الدوري  | الدوري | الكأس   | الكأس | البطولات القارية | البطولات القارية | الإجمالي | الإجمالي |
| الفريق | الموسم    | مشاركات | أهداف  | مشاركات | أهداف | مشاركات          | أهداف            | مشاركات  | أهداف    |
| ------ | --------- | ------- | ------ | ------- | ----- | ---------------- | ---------------- | -------- | -------- |
| زيورخ  | 2015–2016 | 4       | 0      | 1       | 0     | 0                | 0                | 5        | 0        |
| زيورخ  | 2016–2017 | 10      | 6      | 1       | 1     | 5                | 1                | 16       | 8        |
| زيورخ  | الإجمالي  | 14      | 6      | 2       | 1     | 5                | 1                | 21       | 8        |

## روابط خارجية
- موسى كونيه على موقع الاتحاد الأوربي (الإنجليزية)
- موسى كونيه على موقع قاعدة بيانات كرة القدم.إي يو (الإنجليزية)
- موسى كونيه على موقع بيانات كرة القدم. دي إي (الألمانية)
- موسى كونيه على موقع Soccerway.com (الإنجليزية)
- موسى كونيه على موقع عالم كرة القدم.نت (الإنجليزية)
- موسى كونيه على موقع AS.com (الإسبانية)